# Chaine Memorial
Le Chaine Memorial Tower à Larne, dans le comté d'Antrim en Irlande du Nord est le monument commémoratif de James Chaine (en) , ancien député du comté d'Antrim , décédé en 1885. C'est une tour cylindrique en pierre avec toit conique, qui sert de phare situé du côté ouest de l'entrée du Lough Larne.
James Chaine avait développé la voie maritime de Larne à l'Écosse pour établir la ville comme port transatlantique. Le mémorial, construit en 1888, par souscription publique, est une réplique des Tours rondes d'Irlande. Le mémorial est situé à l'embouchure du port de Larne, et il est accessible par Chaine Memorial Road.

## Histoire
En 1885, le Comité commémoratif de James Chaine a sollicité l'aide des commissioners of Irish Lights (CIL) pour la construction et la maintenance d'une tour mais ceux-ci ont d'abord refusé. Finalement, il a été convenu que le comité commémoratif construirait cette réplique de tour ronde, sans lumière, à Sandy Point Bay, et que l'autorité portuaire de Larne en assurerait l'entretien. La tour de 28 m a été achevée en janvier 1888.
En 1896, il a été suggéré d'ajouter une lumière à la tour. En conséquence, le CIL y a installé un feu qui a été mis en service le 1re juillet 1899. Installé à 22 m, le feu émet à travers une fenêtre pour aider à la navigation autour du Hunter Rock, un rocher submergé à environ 5 miles au large de la côte dans l'entrée du Larne Lough (en). Cette lampe d'origine à huile a été convertie au gaz en 1905, puis à l'électricité en septembre 1935.
La maintenance de ce feu incombe maintenant au préposé de Ferris Point de l'autre côté du port.